# Gerhard Kiesling
Gerhard Kiesling (* 27. Mai 1922 in Greiz; † 22. März 2016 in Berlin) war ein deutscher Theater- und Pressefotograf.

## Leben
Kieslings Vater war ein ambitionierter Amateurfotograf und begeisterte auch den Sohn für die Fotografie. Dieser begann 1941 zunächst ein Studium der Rechtswissenschaft an der Universität Leipzig. 1942 wurde er zum Kriegsdienst einberufen, 1945 kehrte er zurück nach Greiz. Da zu dieser Zeit eine Wiederaufnahme des Studiums nicht möglich war, arbeitete er zunächst als Anwaltsgehilfe.
1946 ließ sich Kiesling als freier Theater- und Pressefotograf in Greiz registrieren. Er verdiente sich seinen Lebensunterhalt mit kleineren Aufträgen, fotografierte Theaterinszenierungen und Fabriken und wurde dafür in Naturalien bezahlt. Was er davon nicht selbst benötigte, tauschte er auf dem Berliner Schwarzmarkt gegen Fotomaterial und -geräte ein. 1948 entschloss er sich, sein 1942 abgebrochenes Jurastudium nicht fortzusetzen, um stattdessen als Bildreporter zu arbeiten. Er versuchte, nach Berlin zu wechseln; in Charlottenburg, wo er ein verlassenes Atelier gefunden hatte, winkte man ab, in Pankow führten zwei Schachteln Camel-Zigaretten zum Ziel. Kiesling fotografierte in der Folge an allen Theater- und Opernhäusern Gesamt-Berlins und bot seine Bilder frei an. Besonders gern wurden seine Fotos von der Neuen Berliner Illustrierten (NBI) genommen. Im Mai 1949 bot ihm Lilly Becher, damals Chefredakteurin der NBI, eine Mitarbeit an. Becher mochte Kieslings Blick, und sie suchte Ersatz für die Bildreporter Fritz Eschen und Gerhard Gronefeld, die im Westen Berlins wohnten und nach der Blockade der West-Sektoren nicht mehr für die NBI arbeiten konnten.

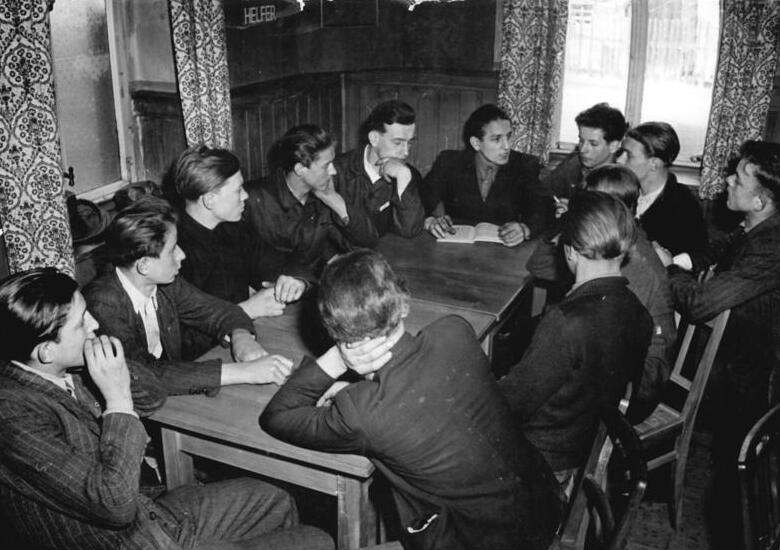
Besprechung im Jugenddorf Oelsnitz (1951)

Seine Tätigkeit bei der NBI begann Kiesling zusammen mit Horst E. Schulze. Vor allem vor diesem Hintergrund wurde Kiesling in der DDR lange Zeit als Arbeiterfotograf gewürdigt. Durch seine Verbindung mit der NBI konnte er nunmehr auf „Notaufträge“ verzichten. Von da an entstanden zahlreiche Aufnahmen von Politikern (z. B. Walter Ulbricht, Hilde Benjamin, Erich Honecker), Schauspielern (z. B. Wolf Kaiser, Gérard Philipe, Marlene Dietrich), Wissenschaftlern, Bauern, Künstlern (z. B. Otto Nagel, Lea Grundig in ihrem Atelier, John Heartfield), Arbeitern und Betrieben. Seine Kenntnisse als Farbfotograf waren über die NBI hinaus gefragt. In den 1950er Jahren reiste er nach Albanien und China, in den 1960er Jahren nach England und in die Sowjetunion, in den 1970er Jahren in die Niederlande und nach West-Berlin. Dabei entstanden umfangreiche und einfühlsame Bildberichte. Arbeitskollegen bei der NBI waren u. a. Gert Prokop, Peter Leske, Werner Schulze, Joachim Mollenschott, der in den 1970er Jahren Kieslings Redakteur wurde. Kiesling arbeitete größtenteils mit einer Rolleiflex (6 × 6 cm), aber auch mit einer Leica-Kleinbildkamera mit Entfernungsmesser.
Ab Mitte der siebziger Jahre nahmen die Aufträge der NBI an den Freiberufler Kiesling ab. An seine Stelle drängten die jungen und linientreuen Hochschulabsolventen aus Leipzig. Kiesling begann, zusätzlich für die Zeitschrift Der Neuerer zu arbeiten, und brachte gemeinsam mit schreibenden Kollegen mehrere Reisebildbände und sehr erfolgreiche Berlin-Bücher heraus (z. B. 1967 Berlin, Hauptstadt der DDR mit Texten von Ingeborg und Erik Hühns, das bis 1978 acht Auflagen mit insgesamt mehr als 140.000 Exemplaren erreichte, oder 1985 Berlin mit einem Text von Christel Foerster). Ab 1985 zog sich Gerhard Kiesling immer mehr in den Ruhestand zurück.
1986 zeigte die Berliner Fotogalerie am Helsingforser Platz die Ausstellung Foto: Gerhard Kiesling mit 220 Schwarzweißfotos, die anschließend in Moskau zu sehen war.
1996 übergab Kiesling sein gesamtes Fotoarchiv mit allen Rechten der Bildagentur für Kunst, Kultur und Geschichte (bpk). Aus Anlass seines 80. Geburtstags zeigte die Bildagentur bpk die Ausstellung Im Auftrag der NBI – Gerhard Kiesling mit einer Auswahl von 72 Schwarz-weiß- und 36 Farbfotos (Text: Martin Heying, 2002).

## Ehrungen
- Kunstpreis der DDR (1987)